# Lophius gastrophysus
El rape pescador es la especie Lophius gastrophysus, un pez de la familia Lophiidae distribuido por la costa oeste del océano Atlántico, desde Estados Unidos hasta Argentina, así como en el Golfo de México.

## Anatomía
Con la forma típica de los peces de su familia, la longitud máxima normal es de unos 45 cm, aunque se ha descrito un espécimen de 60 cm. Tiene una especie de lámpara entre los ojos que le sirve para atraer a sus presas.

## Hábitat y forma de vida
Vive en aguas profundas posado directamente sobre fondos blandos, en un rango de profundidad entre 40 y 180 metros, entre los 39° de latitud norte y los 39° de latitud sur.
Se alimenta fundamentalmente de peces, que son atraídos por su señuelo.

## Pesca
A pesar de ser considerado un pescado sabroso, es una especie poco pescada que tiene un precio muy bajo en el mercado.